# Hermann (Missouri)
Hermann település az Amerikai Egyesült Államok Missouri államában, Gasconade megyében, melynek megyeszékhelye is. Lakosainak száma 2185 fő (2020. április 1.).

## Népesség
A település népességének változása:

| 2010 | 2 431 |
| 2020 | 2 185 |